# Tallanassos d'areny
El tallanassos d'areny (Onychogomphus costae) és una espècie d'odonat anisòpter de la família dels gòmfids.

## Distribució
Es tracta d'un endemisme de la península Ibèrica i nord-oest d'Àfrica: es troba a Tunísia, Algèria, Marroc, Portugal i Espanya. En general, és rara en gran part de la seva àrea de distribució però comuna en algunes localitats.
A Catalunya se n'han trobat alguns exemplars a La Noguera.

## Descripció
És una espècie que sol passar inadvertida degut als seva coloració críptica (marró clara) i a la seva grandària discreta, d'entre 43 i 46 mm de longitud entre el cap i l'extrem abdominal.

## Ecologia
Viuen en rius i rierols amb la llera de sorra o grava. Probablement prefereixi hàbitats estacionals, on es formin basses al baixar el nivell de l'aigua. També pot acceptar aigües salobres. El seu comportament és poc conegut; acostumen a romandre llargs períodes allunyats de l'aigua.

## Període de vol
Al Magreb s'han detectat individus des de maig fins a l'agost, mentre que a zones com Extremadura, només vola al juny i juliol.